# Leros (ostrov)
Leros (druhý pád Leru) (řecky Λέρος) je řecký ostrov v souostroví Dodekany, který leží na východě Egejského moře nedaleko pobřeží Malé Asie. Spolu s blízkými ostrovy Levitha, Kinaros, Farmakonisi, Archangelos a dalšími osmi neobydlenými ostrůvky tvoří stejnojmennou obec. Ostrov Leros má rozlohu 54,052 km² a obec 74,172 km². Nachází se mezi ostrovy Leipsoi (8 km severně) a Kalymnos (2 km jižně). Obec je součástí regionální jednotky Kalymnos v kraji Jižní Egeis.

## Obyvatelstvo
V roce 2011 žilo v obci 7917 obyvatel, z čehož připadalo 7907 na hlavní ostrov Leros a 10 na Farmakonisi. Hlavním a největším městem ostrova je město Agia Marina a jen o málo menší je Lakki. Celý ostrov tvoří jednu obec, která se nečlení na obecní jednotky a komunity a skládá se přímo z jednotlivých sídel, tj. měst a vesnic. V závorkách je uveden počet obyvatel jednotlivých sídel.
- obec, obecní jednotka a komunita Leros (7917)
  - sídla na hlavním ostrově — Agia Marina (2372), Alinda (748), Drimonas (284), Gourna (282), Kamara (643), Kokkali (182), Lakki (2058), Partheni (172), Plakes (253), Temenia (399), Xirokampos (514).
  - okolní ostrovy — Archangelos (0), Farmakonisi (10), Glaros (0), Kinaros (0), Levitha (0), Mavra (0), Megalo Livadi (0), Piganoussa (0), Plaka (0), Stroggyli (0), Trypiti (0), Velona (0).

## Geografie
Vlastní ostrov je protáhlý ze severozápadu na jihovýchod. Má velmi nepravidelné pobřeží s mnoha chráněnými zátokami. Ostrov je hornatý. Jeho nejvyšší bod má nadmořskou výšku 320 m a jmenuje se Kleidi.